# مرثیه برای یک سنگین‌وزن
مرثیه برای یک سنگین وزن (به انگلیسی: Requiem for a Heavyweight) فیلمی است آمریکایی به کارگردانی رالف نلسون
و با بازی آنتونی کوئین، میکی رونی و جکی گلیسن که در سال ۱۹۶۲ ساخته شده است.

## خلاصه داستان
ماونتین ریورا (آنتونی کوئین)، قهرمان سنگین وزن مشت‌زنی، ۱۷ سال در رینگ بوده و ۱۱۱ مسابقه را برده است. اما یکی از رقیبان جوان وی، عاقبت او را شکست می‌دهد و پس از مسابقه، پزشک به او توصیه می‌کند برای پرهیز از نابینا شدنش دست از مشت‌زنی بردارد.